# Lapscheure
Lapscheure est une section de la ville belge de Damme située en Région flamande dans la province de Flandre-Occidentale. C'était une commune à part entière avant la fusion des communes de 1971 quand elle fut intégrée dans la commune de Moerkerke avant de devenir une section de Damme en 1977.

## Démographie

### Évolution démographique
- Sources : INS, Rem. : 1831 jusqu'en 1961 = recensements[2].

## Histoire
il s'agit à l'origine d'une chapelle dépendante d'Oostkerke et appartenant à l'Abbaye de Saint-Quentin-en-l'Isle.